# Scopula dentigerata
Scopula dentigerata là một loài bướm đêm trong họ Geometridae.